# Carobius pulchellus
Carobius pulchellus är en insektsart som beskrevs av Banks 1909. Carobius pulchellus ingår i släktet Carobius och familjen florsländor. Inga underarter finns listade i Catalogue of Life.